# Клей (окръг, Мисури)
Вижте пояснителната страница за други населени места с името Клей.
Окръг Клей (на английски: Clay County) е окръг в щата Мисури, Съединени американски щати. Площта му е 1059 km², а населението - 215 707 души. Административен център е град Либърти.